# Richard Gant
Richard Gant (San Francisco, 10 marzo 1944) è un attore statunitense.

## Biografia
Ha recitato in numerosi film e serie televisive. Uno dei suoi ruoli più importanti è in Rocky V dove interpreta l'impresario pugilistico Duke, personaggio che si ispira a Don King.
Sposato con Arline Burks, ha avuto due figli.

## Filmografia parziale

### Cinema
- Fort Bronx (Night of the Juggler), regia di Robert Butler (1980)
- Krush Groove, regia di Michael Schultz (1985)
- Suspect - Presunto colpevole (Suspect), regia di Peter Yates (1987)
- Collision Course, regia di Lewis Teague (1989)
- La chiave del successo (Love or Money), regia di Todd Hallowell (1990)
- Rocky V, regia di John G. Avildsen (1990)
- Forza d'urto (Stone Cold), regia di Craig R. Baxley (1991)
- Il boss e la matricola (The Freshman), regia di Andrew Bergman (1990)
- CB4, regia di Tamra Davis (1993)
- Posse - La leggenda di Jessie Lee (Posse), regia di Mario Van Peebles (1993)
- Jason va all'inferno (Jason Goes to Hell: The Final Friday) regia di Adam Marcus (1993)
- City Hall, regia di Harold Becker (1996)
- Ed - Un campione per amico (Ed), regia di Bill Couturie (1996)
- Delitti inquietanti (The Glimmer Man), regia di John Gray (1996)
- Mr. Bean - L'ultima catastrofe (Bean), regia di Mel Smith (1997)
- Il grande Lebowski (The Big Lebowski), regia di Joel Coen (1998)
- Sour Grapes, regia di Larry David (1998)
- Godzilla, regia di Roland Emmerich (1998)
- Johnny B Good, regia di Richard Brooks (1998)
- La famiglia del professore matto (Nutty Professor II: The Klumps), regia di Peter Segal (2000)
- Venga il tuo regno (Kingdom Come), regia di Doug McHenry (2001)
- Hood of Horror, regia di Stacy Title (2006)
- Ezra, regia di Newton I. Aduaka (2007)
- Norbit, regia di Brian Robbins (2007)
- Il campeggio dei papà (Daddy Day Camp), regia di Fred Savage (2007)
- Cover, regia di Bill Duke (2007)
- Waiting for Forever, regia di James Keach (2010)

### Televisione
- Spenser (Spenser: For Hire) - serie TV, episodio 3x03 (1987)
- I Robinson (The Cosby Show) - serie TV, episodio 5x14 (1989)
- Miami Vice - serie TV, episodio 5x13 (1989)
- MacGyver - serie TV, episodio 7x05 (1991)
- Due come noi (Jake and the Fatman) - serie TV, episodio 5x10 (1992)
- Beverly Hills, 90210 - serie TV, episodio 2x25 (1992)
- Ragionevoli dubbi (Reasonable Doubts) - serie TV, 6 episodi (1991-1992)
- Murphy Brown - serie TV, episodio 5x11 (1992)
- Avvocati a Los Angeles (L.A. Law) - serie TV, episodi 7x11-7x12 (1993)
- Il cane di papà (Empty Nest) - serie TV, episodio 5x21 (1993)
- Seinfeld - serie TV, episodio 4x23 (1993)
- Renegade - serie TV, episodio 2x02 (1993)
- Wings - serie TV, episodio 5x08 (1993)
- Thea - serie TV, episodio 1x14 (1994)
- Lois & Clark - Le nuove avventure di Superman (Lois & Clark: The New Adventures of Superman) - serie TV, episodio 1x16 (1994)
- Living Single - serie TV, episodi 1x27-2x04 (1994)
- La famiglia Brock (Picket Fences) - serie TV, episodio 3x03 (1994)
- Marshal (The Marshal) - serie TV, episodio 1x04 (1995)
- Il cliente (The Client) - serie TV, episodio 1x17 (1996)
- Il tocco di un angelo (Touched by an Angel) - serie TV, episodio 3x04 (1996)
- Chicago Hope - serie TV, episodio 3x06 (1996)
- Un detective in corsia (Diagnosis: Murder) - serie TV, episodi 1x06-1x07-4x17 (1993-1997)
- Friends - serie TV, episodio 3x23 (1997)
- Un genio in famiglia (Smart Guy) - serie TV, episodio 1x07 (1997)
- Babylon 5 - serie TV, episodi 4x15-4x17 (1997)
- E.R. - Medici in prima linea (ER) - serie TV, episodio 5x04 (1998)
- NYPD - New York Police Department (NYPD Blue) - serie TV, 11 episodi (1994-1999)
- In tribunale con Lynn (Family Law) - serie TV, episodio 1x15 (2000)
- Da un giorno all'altro (Any Day Now) - serie TV, episodio 2x21 (2000)
- Tris di cuori (For Your Love) - serie TV, episodi 2x04-3x09-4x01 (1998-2000)
- The Drew Carey Show - serie TV, episodio 6x09 (2000)
- Moesha - serie TV, episodio 6x18 (2001)
- Special Unit 2 - serie TV, 19 episodi (2001-2002)
- Providence - serie TV, episodio 4x17 (2002)
- The District - serie TV, episodio 2x20 (2002)
- Smallville - serie TV, episodio 2x06 (2002)
- Streghe (Charmed) - serie TV, episodio 5x13 (2003)
- Prima o poi divorzio! (Yes, Dear) - serie TV, episodio 4x12 (2004)
- JAG - Avvocati in divisa (JAG) - serie TV, episodio 10x04 (2004)
- Dragnet - serie TV, episodio 2x09 (2004)
- Eve - serie TV, 4 episodi (2003-2005)
- In Justice - serie TV, episodio 1x04 (2006)
- Deadwood - serie TV, 7 episodi (2004-2006)
- Vanished - serie TV, episodio 1x01 (2006)
- How I Met Your Mother - serie TV, episodio 2x08 (2006)
- The Bill Engvall Show - serie TV, episodio 1x04 (2007)
- Boston Legal - serie TV, episodio 4x15 (2008)
- General Hospital - serial TV, 36 puntate (2007-2008)
- Bones - serie TV, episodio 4x03 (2008)
- Eli Stone - serie TV, episodio 2x08 (2008)
- Cold Case - Delitti irrisolti (Cold Case) - serie TV, episodio 6x19 (2009)
- Men of a Certain Age - serie TV, 18 episodi (2009-2011)
- The Middle - serie TV, episodio 3x20 (2012)
- A passo di danza (Bunheads) - serie TV, episodi 1x08-1x10 (2012)
- Back in the Game - serie TV, episodio 1x10 (2013)
- The Soul Man - serie TV, episodio 5x02 (2016)
- The Mindy Project - serie TV, 6 episodi (2012-2017)
- Mr. Iglesias - serie TV (2019-2020)
- NCIS: Los Angeles - serie TV, 4 episodi (2022)

## Doppiatori italiani
Nelle versioni in italiano delle opere in cui ha recitato, Richard Gant è stato doppiato da:
- Vittorio Di Prima ne Il grande Lebowski, NYPD - New York Police Department, Venga il tuo regno, A passo di danza
- Diego Reggente in Battito finale, Special Unit 2, Eli Stone
- Franco Chillemi in Suspect - Presunto colpevole, Godzilla
- Luciano De Ambrosis in Rocky V, Forza d'urto
- Elio Zamuto in Mr. Bean - L'ultima catastrofe, Cold Case - Delitti irrisolti
- Angelo Nicotra in Divorcing Jack, Mr. Iglesias
- Gianni Musy in Jason va all'inferno
- Stefano Albertini in How I Met Your Mother
- Alessandro Rossi ne Il campeggio dei papà
- Pieraldo Ferrante in Streghe
- Paolo Buglioni in Smallville
- Nino Prester in Bones
- Michele Gammino in The Middle
- Stefano Mondini in NCIS: Los Angeles
- Ennio Coltorti in Magnum P.I.[1]
- Marco Balzarotti in The Neighborhood
- Stefano De Sando in The Wonder Years